# Dom jednorodzinny przy ul. Dembowskiego 9 we Wrocławiu
Dom jednorodzinny przy ul. Edwarda Dembowskiego 9 – modernistyczna willa na osiedlu Dąbie, wybudowana jako dom eksperymentalnego osiedla wystawy WUWA według projektu Emila Langego.
Dom zaprojektowany przez Emila Langego stanął w północnej części osiedla wzorcowego wystawy „Mieszkanie i Miejsce Pracy”, był jednym z czterech wolnostojących domów jednorodzinnych zaprezentowanych na tej wystawie. Lange zaproponował dom dla licznej 6–7-osobowej rodziny zatrudniającej służącą. Dom wykonany jest w żelbetowej konstrukcji szkieletowej wypełnionej płytami z gazobetonu Schima. Konstrukcja osadzona jest na murowanym podpiwniczeniu, poza jedną skrajną częścią, która podparta jest dwoma palami. Bryłę domu tworzy kilka połączonych ze sobą kubicznych elementów. Dom został częściowo uszkodzony w roku 1945, w czasie oblężenia Wrocławia. Po wojnie został odbudowany. Jest obecnie własnością prywatną. Na parterze umieszczono pokój dzienny, jadalnię, sypialnie, kuchnię, łazienkę i pokój dla służącej, natomiast na pierwszym piętrze pokój gościnny, pokój dla dzieci i komórkę oraz taras. W roku 2014 przeprowadzono gruntowny remont domu, w czasie którego usunięto większość powojennych przeróbek i przywrócono mu wygląd zbliżony do pierwotnego.